# Dansko kolonijalno carstvo
Dansko kolonijalno carstvo počinje u 13. stoljeću, kad je Danska osvojila prostore današnje Estonije. Za vrijeme personalne unije za Norveškom, Danska-Norveška je držala mnoštvo starih norveških posjeda, Grenland, Ovčje otoke, Orkneyske otoke, Shetlandske otoke i Island. Nakon gubitka teritorijalnih posjeda u Skandinaviji, u 17. stoljeću, Danska-Norveška je započela razvoj kolonija, tvrđava i trgovačkih postaja u Africi, Karibima i Indiji.
Kralj Kristijan IV. je započeo prekomorsku trgovinu svoje države u doba merkantilizma u Europi. Danska prva kolonija je bila Trankebar na indijskoj južnoj obali 1620. godine. Vođa ove ekspedicije je bio admiral Ove Gjedde.
Jedini ostatak ovog carstva danas je Grenland, čiji je kolonijalni status ukinut 1953. godine, te je danas danska autonomna pokrajina. Ovčiji otoci su dobili autonomiju 1948. godine.

## Indija
Danska je imala nekoliko rasutih kolonija i trgovačkih postaja diljem Indijskog potkontinenta i Šri Lanke, od 17. do 19. stoljeća, nakon čega su ti posjedi prodati ili ustupljeni Britancima. Danci su Trankebar držali više od 200 godina, sve do prodaje Britaniji 1845. godine. Ovo nikad nije bila izrazito profitabilna kolonija.
1755. godine, Danska je stekla selo Serampore (danski: Frederiksnagore), te kasnije gradove Achne i Pirapur. Oni se nalaze oko 25 kilometara sjeverno od Kolkate. 1829. godine, u Seramporeu je osnovano dansko sveučilište, koje i danas postoji. Gradovi su prodani Britaniji 1845. godine. Druga značajna danska kolonija u ovom dijelu svijeta su bili Nicobarski otoci (danski: Frederik Øerne, hrvatski: Frederikovi otoci) ili Nova Danska (danski: Ny Danmark)

## Antili
Danska je 1671. godine, zauzela otok Saint Thomas (danski: Sankt Thomas), 1718. godine, otok Saint John (danski: Sankt Jan), te je 1733. kupila otok Saint Croix (francuski: Sainte-Croix, danski: Sankt Croix) od Francuske. Na otocima su se nalazile plantaže šećera s crnim robljem. Zbog opadajućih gospodarskih prinosa na otocima, prodani su SAD-u, 1917. godine, za 25 milijuna dolara. Namjera SAD-a je bila koristiti otoke za pomorske baze. Danas su otoci znani kao Američki Djevičanski otoci.

## Afrika
Danska je na Zlatnoj obali u zapadnoj Africi imala nekoliko trgovačkih postaja i tvrđava.
- Fort Witsten u Takoradiju 1657. u posjedu Danske
- Cape Coast Castle u Cape Coastu 1659. u posjedu Danske
- Fort William (Gana) u Anomabu 1657. u posjedu Danske
- Christiansborg od 1659. do 1661. i od 1683. do 1693. godine, kupljen od Švedske - centar danske vlasti u Africi i trgovine robovima za Danske Zapadne Indije, danas je predsjednička rezidencija predsjednika Gane.
- Fort Kongesten kod Ade, 1650. danska postaja, 1784. – 1811. danska tvrđava
- Fort Prinsenstein kod Kete, završen 1784.
- Fort Augustaborg od 1787.

Godine 1807. Ašanti su napali trgovačke postaje, što je dovelo do njihovih napuštanja. Danska je 1850. prodala svoje afričke posjede Britaniji.

## Vanjske poveznice
- Popis danskih kolonijalnih posjeda